# Codera (Lombardei)
Codera ist  eine Fraktion der italienischen Gemeinde (comune) Novate Mezzola in der Provinz Sondrio, Region Lombardei. 

## Geographie
Das Bergdorf liegt in den Bernina-Alpen im Val Codera, das vom Torrente Codera geprägt ist, der in den Lago di Mezzola mündet. Codera ist nur fußläufig zu erreichen. Der Weg beinhaltet 2600 Stufen. Das Dorf besteht aus etwa 50 teilweise unbewohnten Häusern aus San-Fedelino-Granit. Codera hat 4 Einwohner (Stand 2024).
Der einst bis zu 600 Seelen große Ort versucht, den Tourismus zu aktivieren. Die Versorgung mit Lebensmitteln erfolgt durch einen Helikopter aus Novate Mezzola. Ferner gibt es eine kleine Materialseilbahn.